# Adolf Meyer (architetto)
Adolf Meyer (Mechernich, 17 giugno 1881 – Baltrum, 14 luglio 1929) è stato un architetto tedesco.

## Biografia
Adolf Meyer si è formato alla Kunstgewerbeschule di Düsseldorf, fu studente e lavorò nello studio di Peter Behrens.
Nel 1911 iniziò a collaborare con Walter Gropius; il loro primo progetto furono le officine Fagus.
Intorno al 1915 fu capo ufficio dell'azienda di Gropius e successivamente ne divenne socio.
Nel 1919 Gropius lo volle al Bauhaus come maestro, dove insegnò disegno tecnico e scienza delle costruzioni.
Meyer è stato inoltre accreditato come co-progettista di Gropius per la proposta presentata al concorso per il Chicago Tribune nel 1922.
Dal 1925 ha praticato indipendentemente a Francoforte sul Meno.
Adolf Meyer annegò nel 1929 mentre nuotava nel Mare del Nord al largo di Baltrum.